# ورزشگاه آویوا
ورزشگاه آویوا (انگلیسی: Aviva Stadium) یک ورزشگاه در شهر دوبلین، ایرلند است.
این ورزشگاه در سال ۲۰۰۷ شروع به ساخت شده و ساخت و ساز آن در سال ۲۰۱۰ به پایان رسیده و در تاریخ ۱۴ مه ۲۰۱۰ به بهره‌برداری رسیده‌است، ظرفیت ورزشگاه آویوا ۵۱۷۰۰ نفر است.

## نگارخانه

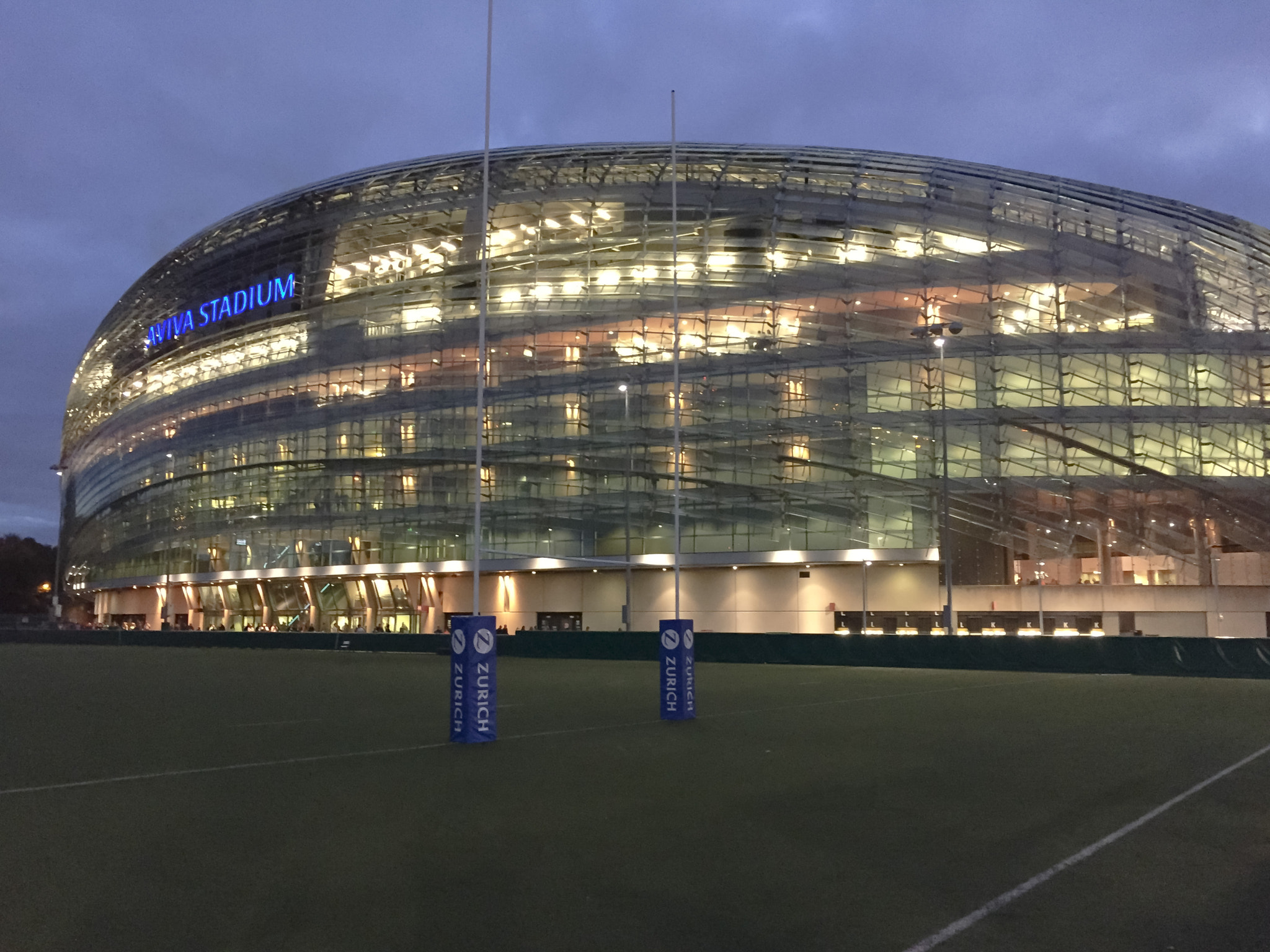
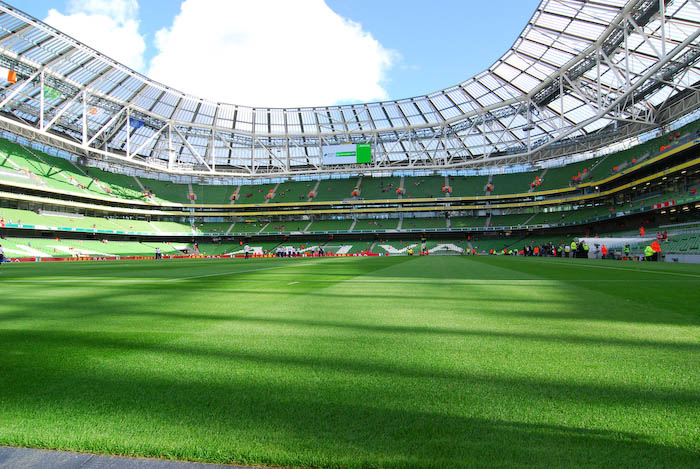
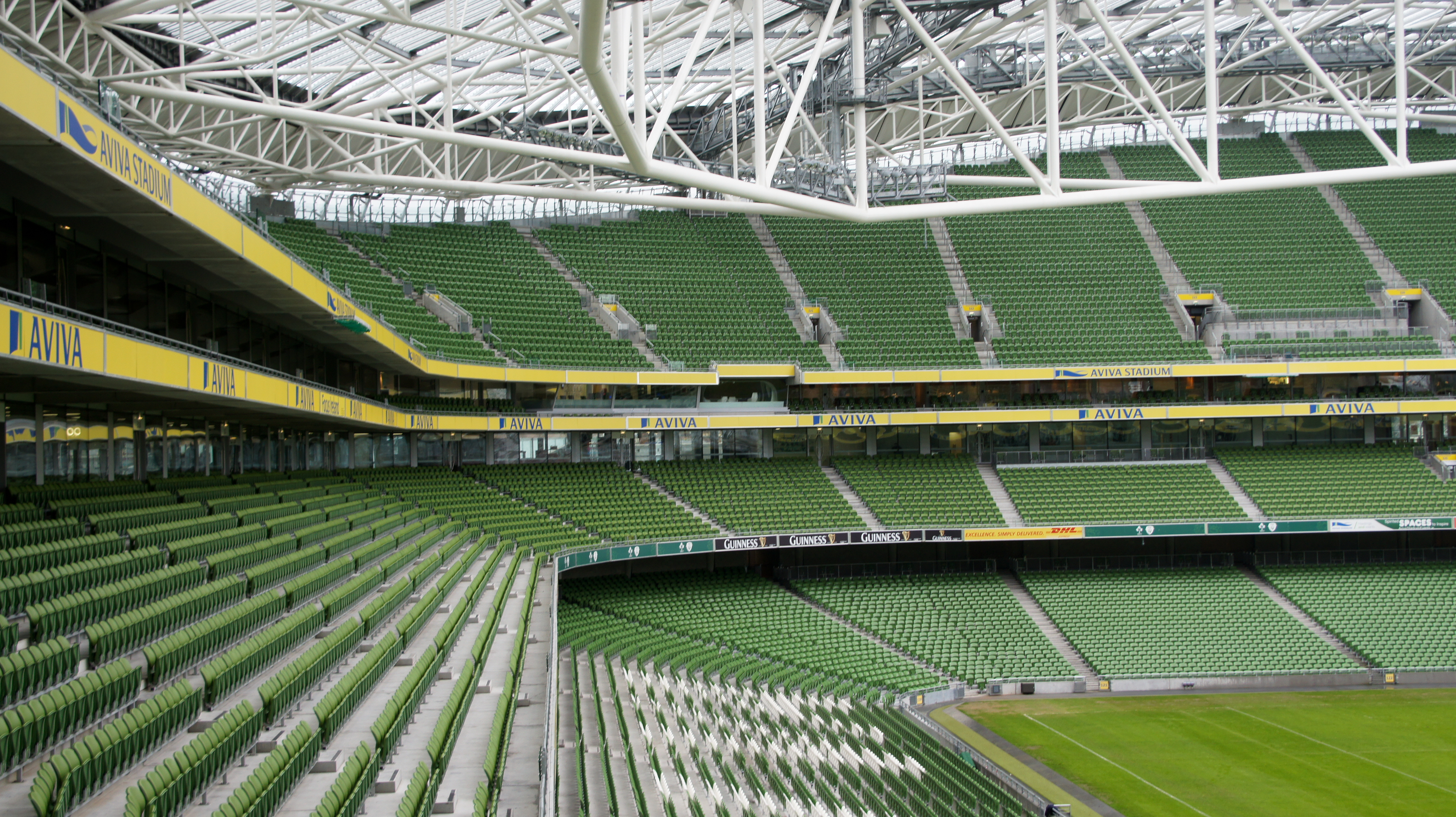
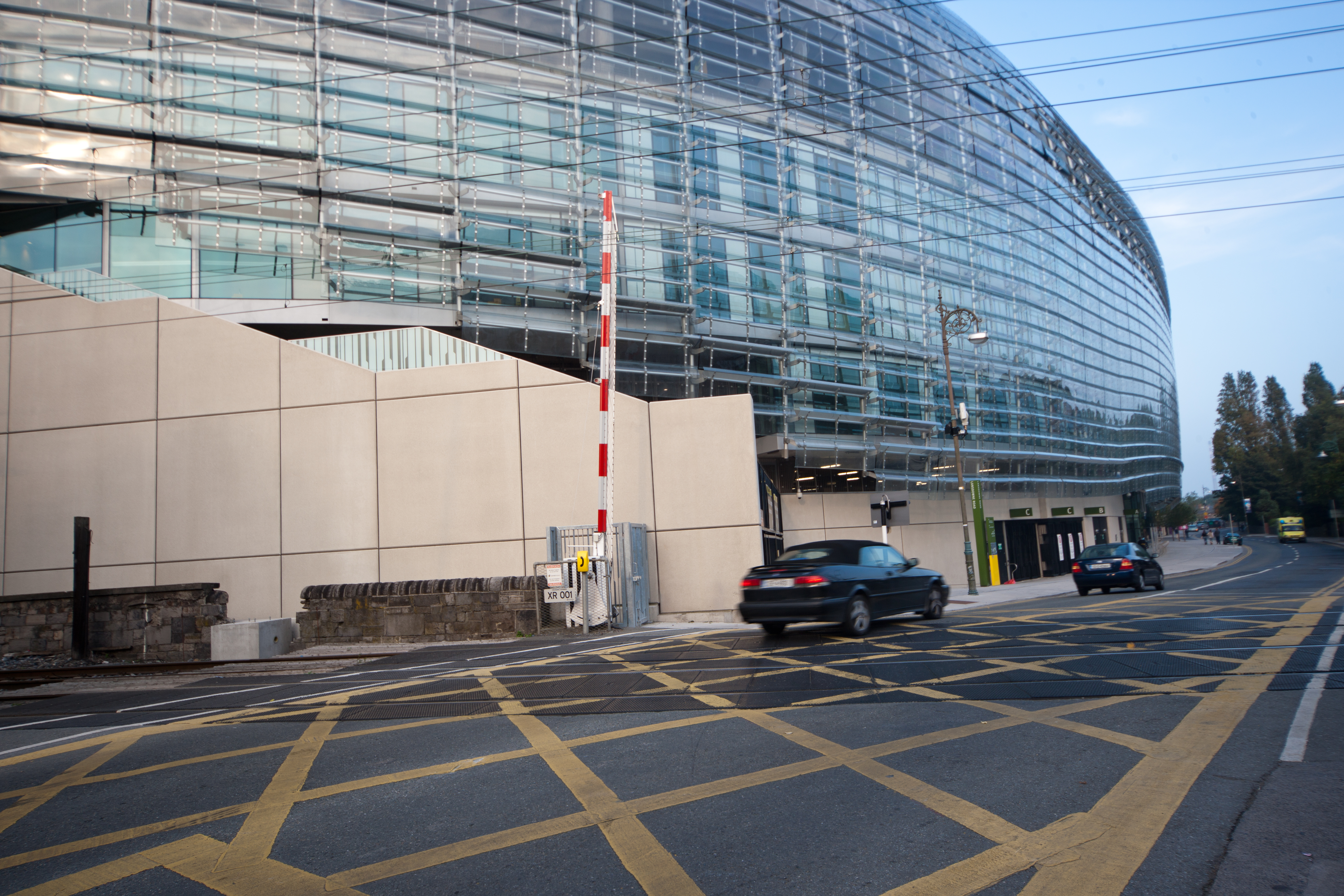